# Aiden Shaw
Aiden Shaw, pseudonimo di Aiden Finbar Brady (Harrow, 22 febbraio 1966), è uno scrittore, modello ed ex attore pornografico britannico, apparso in molti film pornografici gay.

## Biografia
Nato in una numerosa famiglia cattolica irlandese, fin da ragazzo ha sempre voluto primeggiare sui suoi fratelli, desiderando diventare una popstar. Verso i 18 anni si iscrive ad un corso di arti visive presso il Brighton College, in quel periodo inizia a prostituirsi per mantenersi agli studi.
Terminati gli studi si trasferisce a Los Angeles, dove inizia a lavorare nel mondo della pornografia gay, comparendo in oltre 50 film per case di produzione come Falcon Studios, Catalina Films e Studio 2000, e venendo diretto più volte da Chi Chi LaRue. Nella sua carriera si è guadagnato diversi premi, tra cui un Adult Erotic Gay Video Awards per la miglior scena di sesso in Grease Guns.
Nel 1996 scrive il romanzo semi-autobiografico Brutal, l'anno seguente pubblica una raccolta di poesie. Attualmente lavora saltuariamente nella pornografia, lavorando come scrittore, poeta, compositore e cantante, infatti è membro di una band indie rock chiamata Whatever.
Nel 1997 scopre di essere HIV positivo. Nel 2000 debutta nel suo primo film non per adulti, intitolato Kiss Kiss Bang Bang, di cui cura anche le musiche.
Nel 2012, all'età di 46 anni, inizia la carriera di modello sotto contratto con la Success Models di Parigi. Attualmente vive e lavora a Barcellona.

## Filmografia
- Night Force (1992)
- Dirty Dreaming (1992)
- Disconnected (1992)
- Midnight Sun (1992)
- Black Leather, White Studs (1992)
- Breakaway (1993)
- Catalina Preview Tape 7 (1993)
- Grease Guns (1993)

- On the Mark (1993)
- Palm Springs Paradise (1993)

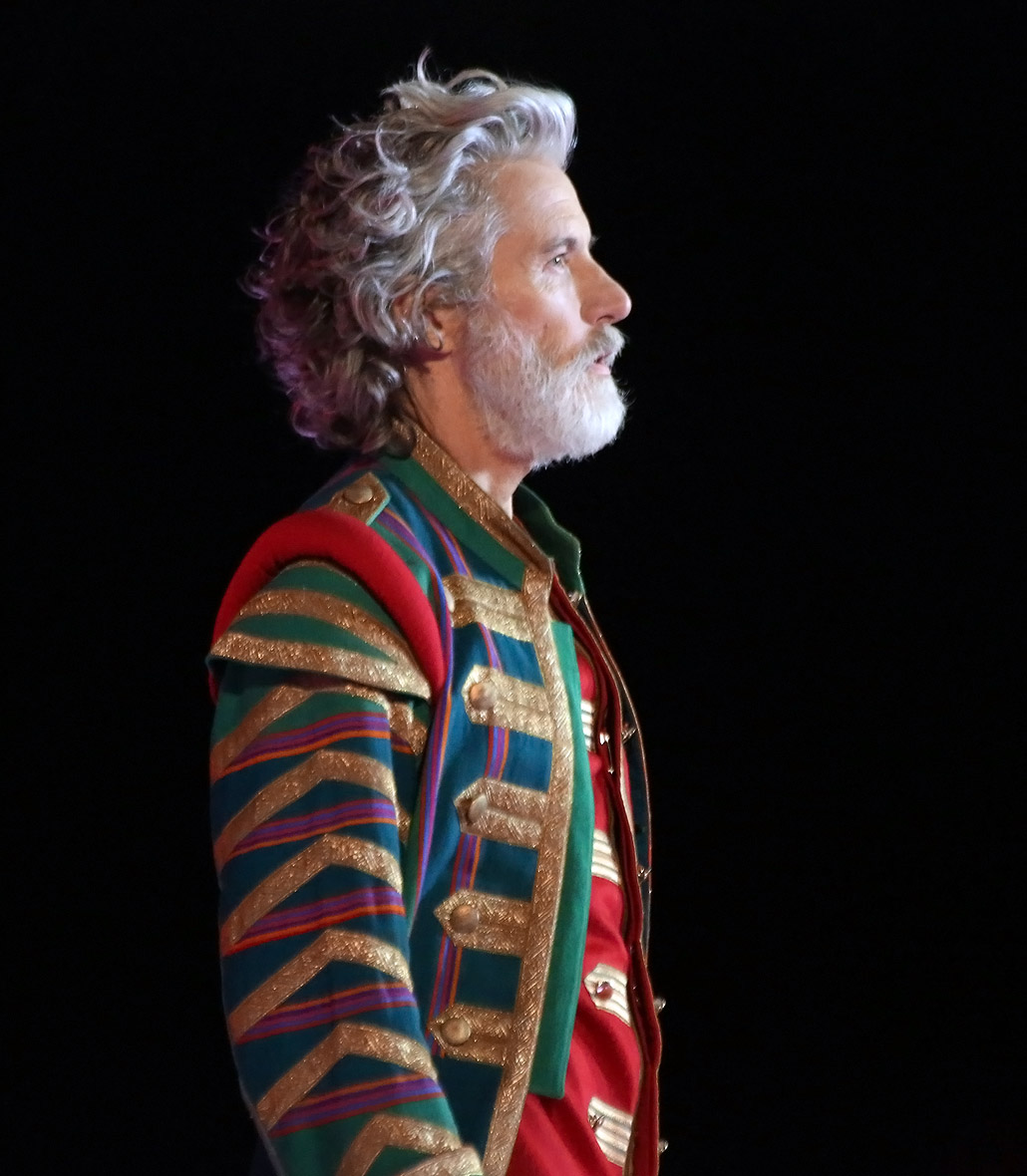
Aiden Shaw nel 2013 durante una sfilata di Roberto Cavalli a Vienna.

- Lovers, Tricks and One Night Stands (1994)
- New Pledgemaster (1994)
- The Backroom (1995)
- Bimbo Boys (1995)
- Boot Black 2: Spit Shine (1995)
- Chet Thomas: Director's Best (1996)
- Forced Entry (1996)
- Descent (1999)
- Kiss Kiss Bang Bang (2000) - Non porno
- Love Life (2001) - Non porno
- Hot Wired 2: Turned On (2003)
- Addiction: Part 1 (2003)
- Addiction: Part 2 (2004)
- Perfect Fit (2004)

## Premi
- Grabby Award 1992 - Best Newcomer
- Grabby Award 1993 - Best Newcomer
- Grabby Award 1995 - Best Sex Scene per Grease Guns
- Grabby Award 2005 - Best Duo Sex Scene per Perfect Fit

## Opere
- Brutal (Millivres Books, 1996) ISBN 1873741243
- If Language at the Same Time Shapes and Distorts Our Ideas and Emotions, How Do We Communicate Love? (The Bad Press, 1997) ISBN 0951723340
- Boundaries (Brighton: Millirowler Group, 1999) ISBN 1-873741-48-0
- Wasted (Brighton: Millivres Prowler Group, 2002) ISBN 1-902852-34-6
- My Undoing: Love in the Thick of Sex, Drugs, Pornography, and Prostitution (New York: Carroll & Graf, 2006) ISBN 0-7867-1743-2
- Sordid Truths: Selling My Innocence for a Taste of Stardom (Alyson Books, 2009) ISBN 1-5935-0137-4